# マツダ・ロードペーサー
ロードペーサー（ROADPACER）は、かつて東洋工業（以下、および現在のマツダ）が製造・発売していた最高級車である。正式名称は、マツダの排出ガス対策車の証である「AP」を付した「ロードペーサーAP」。
マツダ初の3ナンバー車及びフラグシップモデルであった。セダンタイプの乗用車としては、当時のマツダ車で一番大きいボディを持っていた。

## 開発の経緯
1970年代前半、それまで日本メーカーによる富裕層向け最高級乗用車はトヨタ・センチュリーと日産・プレジデントに限られていたが、日本の経済成長によって最高級車市場の拡大の動きがあり、マツダは三菱自動車工業、いすゞ自動車とともに最高級車市場への参入を図った。
しかし、当時のマツダや三菱、いすゞには、トヨタや日産のような最高級車を自社独自開発できる企業体力はなかった。そこで、三菱といすゞは外国メーカーとの提携関係を活かして、日本と同じ右ハンドルであるオーストラリア製乗用車を輸入し、日本の基準に適合するよう最小限の改造（当時日本で認可されていなかったドアミラーをフェンダーミラーにするなど）を施した上で、自社系販売店で販売した。
一方、当時のマツダは外国メーカーとの提携が全くなかったため、オーストラリアのGMホールデンと部品購入契約を交わすことで最高級車を開発した。こうして誕生したのがロードペーサーであった。

## メカニズム
ボディはホールデンが生産していた主力大型車であるホールデン・HJシリーズの最上級グレード「プレミア」がベースで、前輪独立懸架、後輪固定車軸の後輪駆動という、当時の大型車としてはごく一般的な構成である。
プレミアは、当時いすゞが上記の施策により輸入したステーツマン・デ・ビル（en）の姉妹車でもある。このモデルのベース車はホールデンの親会社であるGMのインターミディエート・クラスで、北米では中級サイズにあたるが、日本では大型セダンとして通用するものであった。オーストラリア本国では、基本プラットフォームはそのままに、4回の大規模改良を受けつつ1971年から1984年まで生産されたロングセラーであり、HJは最初のマイナーチェンジが行われた1974年から1976年まで生産された型である。
このボディを日本向け高級車仕様の内外装にしつらえたうえ、マツダ独自のパワーユニットとして13B型ロータリーエンジンを搭載し、トランスミッションは日本自動変速機（現ジヤトコ）製3速ATを組み合わせた。当時ロータリーエンジンを自社のイメージリーダーにしていたマツダが、軽量で高出力を得られる自社製パワーユニットという特性を利用して、ロードペーサーにもこれを搭載したものであった。当時のマツダは直列4気筒以上の多気筒レシプロエンジンを製造しておらず、いすゞのようにHJのエンジン（5.0 L V型8気筒）を流用しない限り、手持ちエンジンとしては額面上最強となるロータリーエンジンを使わざるを得なかったことも一面であった。

## 初代 RA13S型（1975年-1979年）
- 1975年4月 - 発売。この車から現在の「mazDa」ロゴが使用される。
  - 10月 - 昭和51年排ガス規制適応、一部変更。
- 1977年8月 - 一部変更（セーフティーパネルの設置、間欠ワイパー、トランクオープナーの追加、コンビネーションスイッチの採用、ボディー色の追加）。
- 1978年 - 生産終了。
- 1979年 - 販売終了。

### グレード・価格
- 5人乗り（フロントセパレートシート）、371.0万円。
- 6人乗り（フロントベンチシート）、368.0万円。

なお、前期型では四角形のメーターナセルだったが、これは後期型では丸型に変更され、フロントグリルの格子の形状も変えられている。
目標販売台数は月間100台であった。

## 商業的失敗と生産・販売終了
価格がセンチュリーやプレジデントをも上回っていたことや、2010年代以降の高級車に相当するボディサイズは、1970年代当時としては極めて巨大であったことからユーザーには敬遠され、販売は不振を極めた。搭載されたロータリーエンジンは、当時厳格化が進められていた自動車排出ガス規制にも対処が容易であったため、当初は官公庁からの若干の需要もあったが、購入者は広島県にゆかりのある人物、自社の役員、マツダ党など限られた人物であった。
また、日本向け高級車のデザインではないボディを流用したために、スタイリング面で日本の想定ユーザー層の好みに合わなかったことや、従来大衆車・商用車販売を主としてきたマツダの既存販売網が、大型乗用車の顧客層への営業力を欠いたことも不振の一因であった。
しかし何よりも、自動車としての成り立ちがあまりにもアンバランスであることがロードペーサーの最大の問題点であった。ベースとなったHJは、本来大型アメリカ車同様に大排気量で低回転域から大トルクを発揮するエンジンが搭載されるクラスであり、最低のベースモデルでも直列6気筒2.8 - 3.3 L、標準モデルで4.2 L、上級モデルでV型8気筒5.0 - 5.7 Lのレシプロエンジンが搭載されていた。そのような大きく重いボディに、軽量高回転ながら135 ps / 19.0 kgmに留まるロータリーエンジンを搭載しても、ATのトルクコンバーターでトルク増大を図ったところでなお実用上の動力性能が甚だしく不足し、高回転ゆえ燃費は非常に悪くなった。これは大きなトルクのあるV型8気筒4 Lクラスのエンジンを搭載し、十分な動力性能を得ていたセンチュリーやプレジデントに比べて、致命的な短所であった。
その後、1977年（昭和52年）に3代目ルーチェレガートが発売された。ルーチェレガートはボディサイズの拡大で見た目の高級感が増し、なおかつ日本における小型自動車規格（5ナンバー）に収まり、ロータリーとレシプロ双方のエンジンが選択できる市場適合性から、ロードペーサーに代わってマツダの最高級ポジションを担う格好となった。

## 車名の由来
- 英語で「道路の王様」という意味。